# Kadumbul
Kadumbul is een bestuurslaag in het regentschap Oost-Soemba van de provincie Oost-Nusa Tenggara, Indonesië. Kadumbul telt 1573 inwoners (volkstelling 2010).